# RX-93系列机动战士
RX-93 {\displaystyle \nu }GUNDAM（ν為希臘文第13個字母的小寫，大寫為：Ν，讀音為：Nu），是動畫片機動戰士GUNDAM系列中的電影《機動戰士GUNDAM 逆襲的夏亞》中登場的主角機動戰士，为阿姆羅·雷所駕駛。

## 相关剧情
U.C.0093年，夏亚·阿兹纳布尔所领导下的新吉恩对联邦发动第二次新吉恩战争，与布莱德·诺亚任司令，阿姆羅·雷任MS队指挥官，为了搜寻新吉恩残党而创立的联邦军特别行动部队隆德·貝爾交战。

一方面由于联邦维持军事威慑的需要，另一方面又担心军队再度泰坦斯化，联邦虽然对隆德·贝尔的战斗配置有所强化，但还只是限定在一定范围内。阿姆罗也只得到Z计划发展的产品RGZ-91 Re GZ作为指挥官用机。

经过与新吉恩方面先进MS的数次交战，阿姆羅深感Re GZ已经大大落后于时代，在联邦拒绝解封以前大战被封存的各种以GUNDAM为主的先进MS之后，阿姆羅唯有委托月面企业亞纳海姆为其研制专用机，便是此RX-93 ν GUNDAM。

新机体设參考過去GUNDAM系列，並且加上阿姆羅本人過去長年培育MS駕駛員的經驗。而機體名為亞纳海姆社製GUNDAM第11號，開發代號名為[ν]。

而考虑到实际战斗需要，ν GUNDAM的開發同時注重了泛用性和機體性能，開發觀點放弃在之前格里普斯战争和第一次新吉恩战争中流行的可变式、分体变形等结构，反而回歸MS機體的設計原點。

在另一方面，考慮到戰爭可能會長期化的狀況，本機體開發也強調信賴性和耐久性，除了部份零件外（精神感應系統），許多零件是採用聯邦軍規格，所以可以直接從量產型MS上調度零件，大大減少專用機整備困難的狀況。

本機體並未裝備大型的推進器，但是配合出力強化，而配置了特殊推進器，使得ν GUNDAM擁有極高的運動性能。而為了能夠提早感應到敵機使用賽可缪腦波強化，阿姆羅要求在座椅位置後方加裝精神感應器，配合了縮小在精神感应框架的小型化賽可缪系統，使得除了機體感應度向上提升外，對於機體的追尾性能和運動性能的提升有著極大的貢獻。

武器装备上，除了頭部接近防御用火神炮外，ν GUNDAM装备有阿纳海姆研发的可调节出力光束枪（可以见到ν GUNDAM首次在影片登场时阿姆罗用光束枪狙击正在追击凯拉的新吉恩机师，该机师便以为这么强力的光束是战舰发出的，误认为是战舰来援；之后在阿姆罗第二次突破新吉恩在阿克西斯布下的防线时，在行进途中感应到珂丝的到来，此时出现一个ν GUNDAM非射击状态的持枪动作，估计便是对光束枪出力进行调节，以便应对使用感应炮的敌人）；背包中还可以装备新型超级火箭炮。另外在盾牌内还随装有小型光束炮和导弹。此外，ν GUNDAM是第一台装有感應炮武器（精神感應系統）RX GUNDAM系MS。

感應炮是阿姆罗考虑到为克制新吉恩侧各种新人类／强化人用MS的感應炮而增，经过进一步的修改，ν GUNDAM的感應炮最终被设计为可折叠的长条板形的翼狀感應炮（Fin Funnel）。也因翼狀感應炮收纳在背部，而将一个光剑插口转移到了左臂。

但之前阿纳海姆声称自己没有精神感應技术，对于如何拿出精神感應框架不禁令人生疑。原来，新吉翁方面的MS同样是委托阿纳海姆制造，夏亚也因此得到了ν GUNDAM的设计资料，出于一种英雄惜英雄以及为了能够与阿姆罗公平地一决胜负的心理，夏亚特意将精神感應框架技术提供给了阿纳海姆。（在另一个小说版本中则是夏亚在月神5号作战中故意让邱尼的座机乍德·德卡被阿姆罗捕获从而令其掌握精神感應技术）

由于前方迫切的战斗需要，ν GUNDAM在已经拥有生化感应电脑的基础上再装上精神感应框架后没有经过充分的测试便投入了战斗，在战斗中，阿姆罗意外地发现由于精神感应框架对驾驶员脑电波产生特殊反应，翼狀感應炮可以放出一道粒子扰乱膜以使敌人的光束及实弹武器攻击无效化（这种防御手段并非是I力场的一种，而可以近似的认为是UC后期出现的光束盾早期型）。在之后阿克西斯坠落作战，与夏亚的沙薩比交战时，ν GUNDAM展現出機體擁有的高運動性能，在實力相近的兩人戰鬥後，阿姆羅成功的擊敗夏亞的沙薩比，之后阿姆罗驾驶受损的机体意图阻止阿克西斯坠落，ν GUNDAM的精神感应框架因為感應到大量阻止阿克西斯坠落的機師的思緒（希望阻止阿克西斯的意念）而产生共鸣，同時也因為太多思緒而造成精神感应框架的超載，繼而造成ν GUNDAM損毀。在推离阿克西斯的光芒中，ν GUNDAM最终带着沙薩比的逃生舱失蹤。

在逆袭的夏亚小说版中，阿姆罗最终驾驶的是RX-93 ν-2 Hi-ν GUNDAM，而夏亞所驾驶的是MSN-04II夜鶯。

## 机体数据
| RX-93 ν GUNDAM | RX-93 ν GUNDAM                                                       |
| -------------- | -------------------------------------------------------------------- |
| 型号           | RX-93 ν GUNDAM                                                       |
| 所属           | 隆德·貝爾                                                            |
| 设计生产       | 阿納海姆                                                             |
| 外形尺寸       | 頭頂高22.0米；全高23.0米                                             |
| 本体重量       | 27.9吨                                                               |
| 全装备重量     | 63.0吨                                                               |
| 装甲材料及结构 | GUNDAM尼姆合金                                                       |
| 动力系统       | 米諾夫斯基熱核反應堆，輸出功率2980 kW                                |
| 引擎推力       | 4×18300kg＋2×12300kg＝97800kg                                        |
| 姿态制御喷嘴   | 26個                                                                 |
| 乘员           | 1-2人                                                                |
| 装备           | 远程传感器（探测距离21300米）、精神感应框架、生化感应电脑座舱        |
| 特殊装备       | 翼狀感應炮×6                                                         |
| 固定武器       | 头部60mm火神炮×2、光束军刀（手部）×1、高出力双刃光束軍刀×1（背包上） |
| 可选固定武器   | 盾牌（内置光束加农炮×1、导弹×4）、手指中的偽裝氣球×10                |
| 可选手持武器   | 专用高出力光束步枪、新超絕火箭炮                                     |

## 发展及改进型

### RX-93 ν GUNDAM双翼狀感應炮型
跟原型机相比撤除了背包一侧的军刀架并换装感應炮，使机体的感應炮增至12门。
| RX-93 ν GUNDAM Double Fin Funnel Type | RX-93 ν GUNDAM Double Fin Funnel Type                         |
| ------------------------------------- | ------------------------------------------------------------- |
| 型号                                  | RX-93 Double Fin Funnel Type                                  |
| 所属                                  | 隆德·貝爾                                                     |
| 设计生产                              | 阿纳海姆                                                      |
| 外形尺寸                              | 头顶高22.0米                                                  |
| 本体重量                              | 27.9吨                                                        |
| 全装备重量                            | 65.9吨                                                        |
| 装甲材料及结构                        | GUNDAM尼姆合金                                                |
| 动力系统                              | 米诺夫斯基热核反应堆，输出功率2980kW                          |
| 引擎推力                              | 4×18300kg＋2×12300kg＝97800kg                                 |
| 姿态制御喷嘴                          | 26个                                                          |
| 乘员                                  | 1-2人                                                         |
| 装备                                  | 远程传感器（探测距离21300米）、精神感应框架、生化感应电脑座舱 |
| 特殊装备                              | 翼狀感應炮×12                                                 |
| 固定武器                              | 头部60mm火神炮×2、光束军刀×1                                  |
| 可选固定武器                          | 盾牌（内置光束加农炮×1、导弹×4）、手指中的偽裝氣球×10         |
| 可选手持武器                          | 专用高出力光束步枪、新超絕火箭炮                              |

### FA-93HWS ν GUNDAM HWS装备型
以ν GUNDAM为原型，设计概念为高火力高防御的增加装甲装备泛用型攻击MS，在ν GUNDAM上加装Heavy Weapon System（缩写HWS），火力和装甲都比原机ν GUNDAM增强，主武器换为超级MEGA光束步枪。外挂式大型米加盾牌内藏的MEGA粒子加农炮能够发射出威力不输MSZ-010 ZZ高达头部高能MEGA加农炮的光束炮。此外为增加的武器重量还使用了，大型米加盾牌内藏推进器，可以在宇宙战中抵消增加武器装甲的重量以维持机体的平衡和推進性能。
| FA-93HWS ν GUNDAM Heavy Weapons Type | FA-93HWS ν GUNDAM Heavy Weapons Type |
| ------------------------------------ | --- |
| 型号                                 | FA-93HWS |
| 所属                                 | 隆德·貝爾 |
| 设计生产                             | 阿纳海姆 |
| 外形尺寸                             | 全高23.0米；头顶高22.0米 |
| 本体重量                             | 32.6吨 |
| 全装备重量                           | 87.0吨 |
| 装甲材料及结构                       | GUNDAM尼姆合金 |
| 动力系统                             | 米诺夫斯基热核反应堆，输出功率2980kW |
| 引擎推力                             | 4×18300kg＋2×12300kg＝97800kg |
| 姿态制御喷嘴                         | |
| 乘员                                 | 1-2人 |
| 装备                                 | 远程传感器（探测距离21300米）、精神感应框架、生化感应电脑座舱                                                                                            |
| 特殊装备                             | 翼狀感應炮×6 |
| 固定武器                             | 头部60mm火神炮×2、光束军刀（手部）×1、高出力光束軍刀×1（背包上）                                                                                         |
| 可选固定武器                         | 盾牌（内置光束加农炮×1、导弹×4）、外挂式大型米加盾牌（内置MEGA粒子加农炮×2、推进器×2）、胸部装甲（内藏肩部四联装导弹发射器）、裙甲装甲（内藏式机械臂×2） |
| 可选手持武器                         | 专用高出力光束步枪、新超絕火箭炮、超级MEGA光束步枪 |

### RX-94 量产型ν GUNDAM
设计为配给隆德·貝爾的王牌驾驶员使用，可以根据驾驶员是否NT的情况换装NT用翼狀感應炮系统或非NT使用的有線操縱導引砲系统。但由于高昂的造价和第二次新吉恩战争迅速结束，本机未能投入量产。
| RX-94 Mass Production Type ν GUNDAM | RX-94 Mass Production Type ν GUNDAM                                      |
| ----------------------------------- | ------------------------------------------------------------------------ |
| 型号                                | RX-94                                                                    |
| 所属                                | 隆德·貝爾                                                                |
| 设计生产                            | 阿纳海姆                                                                 |
| 外形尺寸                            | 头顶高21.2米                                                             |
| 本体重量                            | 25.6吨                                                                   |
| 全装备重量                          | 64.5吨（感應炮装备）；58.0吨（有線操縱導引砲系统装备）                   |
| 装甲材料及结构                      | GUNDAM尼姆合金                                                           |
| 动力系统                            | 米诺夫斯基热核反应堆，输出功率2500 kW                                    |
| 引擎推力                            | 91000kg                                                                  |
| 姿态制御喷嘴                        |                                                                          |
| 乘员                                | 1人                                                                      |
| 装备                                | 远程传感器（探测距离19400米）、精神感应框架、生化感应电脑座舱            |
| 特殊装备                            | 翼狀感應炮×6（NT驾驶员选用）；有線操縱導引砲×4（非NT驾驶员选用）         |
| 固定武器                            | 头部60mm火神炮×2、光束军刀×2、光束加农炮×1（可兼作光束军刀）、小型导弹×4 |
| 可选固定武器                        | 腕部内藏式光束喷枪×2                                                     |
| 可选手持武器                        | 专用高出力光束步枪、新超絕火箭炮                                         |

### RX-93-ν-2 Hi-ν GUNDAM
于逆袭的夏亚小说版《贝尔迪琦嘉的子嗣》中出现。與RX-93為平行世界的機體，非先後繼承，与原机不同，本机经过了充分的测试才投入战场，性能与RX-93較為高，最大的改进為翼狀感應炮在收纳状态时可以进行充电。（本機體有部分地方與RX-93相似，如：頭部）
虽然没有在动画里登场，但本机人气相当高，電玩作品如《超级机器人大战系列》、《SDGUNDAMG世代》、《GUNDAM BATTLE UNIVERSE》等游戏中都有出现，一般情况下都作為阿姆罗的最终座机。
外形设计上，RX-93-2与RX-93有很大的区别，首先就是原来以展开状态收纳于背部一侧的浮游炮变为以对折状态左右各三枚收纳于背部充电器而形成一个更加类似翅膀的结构；全身上下大量增加的姿态制御喷嘴大大提高了机体灵活性；后腰有两个兼有AMBAC功能的燃料管。机体涂装也由原来的黑、白主体辅以少量红、黄之配色；变为白、宝蓝、银灰色涂装。（以往设定中还存在一个白和紫色涂装版本，但这个设定已经被官方否决）
《贝尔迪琦嘉的子嗣》版本为白、紫色涂装，整体风格也显庞大厚重，后来很多游戏中的Hi-ν皆是沿用此设定，1990年万代出品的手办亦是以此造型为基础（除了紫色涂装变成蓝色）。在《GUNDAM BATTLE UNIVERSE》中，就沿用白，蓝色的設計。然而2007年万代将本机推出Master Grade模型时却以相对纤细单薄的设定为基础并将此设定稿宣布为官方公式设定。这一度令一些爱好者感到不满。MG模型“RX-93-ν-2 Hi-ν GUNDAM Ver.KA”则采用了貝子版本的设定，同时亦推出了配套的HWS装备。至於Real Grade則以藍白配色的設計為基底發行。
| RX-93-ν-2 Hi-ν GUNDAM | RX-93-ν-2 Hi-ν GUNDAM                                                       |
| --------------------- | --------------------------------------------------------------------------- |
| 型号                  | RX-93-ν-2                                                                   |
| 所属                  | 隆德·貝爾                                                                   |
| 设计生产              | 阿纳海姆                                                                    |
| 外形尺寸              | 头顶高20.0米                                                                |
| 本体重量              | 27.9吨                                                                      |
| 全装备重量            |                                                                             |
| 装甲材料及结构        | GUNDAM尼姆合金                                                              |
| 动力系统              | 米诺夫斯基热核反应堆                                                        |
| 引擎推力              |                                                                             |
| 姿态制御喷嘴          |                                                                             |
| 乘员                  | 1人                                                                         |
| 装备                  | 远程传感器、精神感应框架、生化感应电脑座舱                                  |
| 特殊装备              | 翼狀感應炮×6                                                                |
| 固定武器              | 頭部60mm火神炮×2、光束军刀×3（其中1把於左腕）、腕部內藏式鐳射機槍×1（右腕） |
| 可选固定武器          | 盾牌（内置光束加农炮×1、导弹×4）、HWS装备                                   |
| 可选手持武器          | 专用高出力光束步枪、新超絕火箭炮、超絕MEGA粒子砲                            |

### ν 鋼彈 （阿寶提案）
于漫畫《機動戰士MOON鋼彈》中出現。只在構思中及以設計圖形態登場，機體外型及構造與原作有差距。